# Яблоновское
Яблоновское (укр. Яблунівське) — село в Прилукском районе Черниговской области Украины. Население — 22 человека (2001 год), 0 человек (2021 год). Занимает площадь 0,605 км².
Код КОАТУУ: 7424189702. Почтовый индекс: 17560. Телефонный код: +380 4637.

## География
Расстояние до районного центра:Прилуки : (20 км.), до областного центра:Чернигов ( 126 км. ), до столицы:Киев ( 116 км. ), до аэропортов:Борисполь (90 км.).  Ближайшие населенные пункты: Новая Тернавщина 2 км, Нетяжино 3 км, Яблуновка 4 км. 

## Власть
Орган местного самоуправления — Яблоновский сельский совет. Почтовый адрес: 17591, Черниговская обл., Прилукский р-н, с. Яблоновка, ул. Независимости, 16.